# Usagara (Mwanza)
Usagara è una circoscrizione mista (mixed ward) della Tanzania situata nel distretto di Misungwi, regione di Mwanza. Conta una popolazione di 15 037 abitanti (censimento 2012).